# Leipzig Dresdner Bahnhof

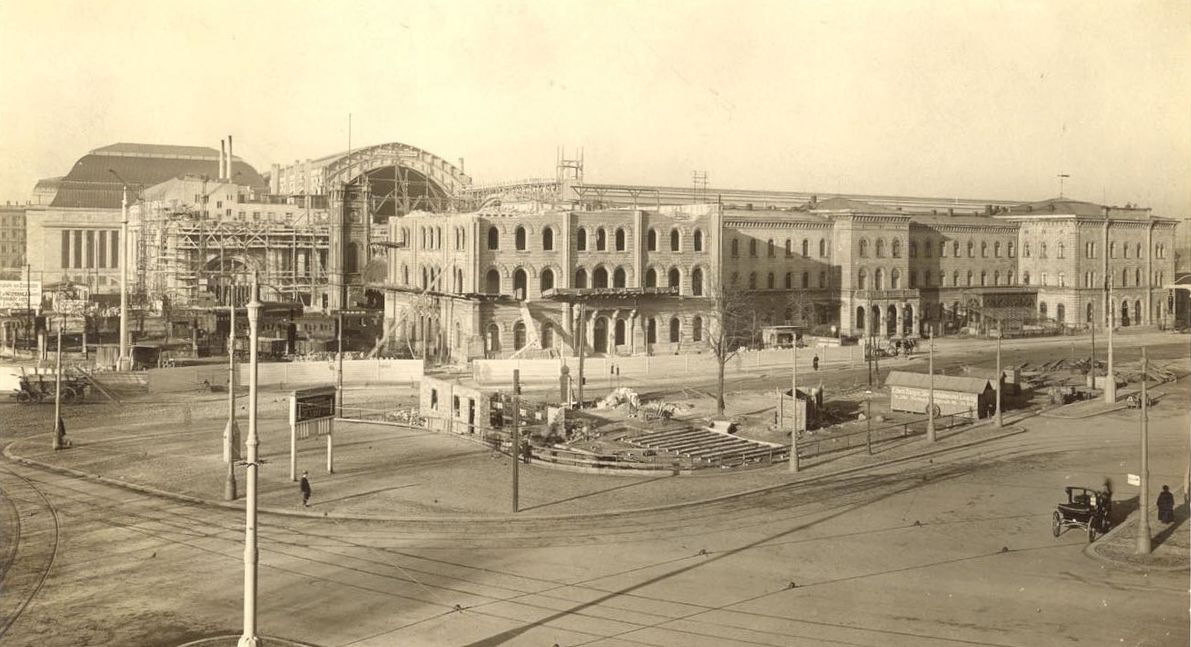
Rivningen av Dresdner Bahnhof 1913. I bakgrunden syns Leipzig Hauptbahnhof som är under uppförande.

Leipzig Dresdner bahnhof var en station i Leipzig som fungerade som ändstation för järnvägen Leipzig-Dresden från 1839 till 1913, och även som ändstation för Leipzig-Geithain järnväg från 1887 till 1913. Mellan 1851 till 1878 fanns en direkt spårförbindelse till Bayerischer Bahnhof. 
Eduard Pötzsch, tysk arkitekt och pionjär inom järnvägsarkitektur, ritade stationen som var den första centraleuropeiska säckstationen. När stationen byggdes gränsade den till stadens ytterkant. Stationen låg på den plats som idag är östra delen av Leipzig Hauptbahnhofs banhall. 
Det sista tåget avgick från stationen 1 februari 1913 klockan 09:37. Kort därefter revs byggnaderna på stationsområdet för att göra plats till den nya stationen, Leipzig Hauptbahnhof.